# Ian Campbell
Ian Campbell är en brittisk rappare, mest känd under artistnamnet Ice MC.
Han föddes 1965 i England men hans föräldrar är från Jamaica. Ian fick under tiden på high school smeknamnet Ice. Under uppväxten växte han upp med reggae och hemma talades det jamaicanska. Detta var en fördel när han under 80-talet började rappa och toasta, han var även intresserad av breakdance och gick med i en dansgrupp samt lärde ut breakdance. I slutet av 80-talet mötte han i Italien musikproducenten Roberto Zanetti även kallad Robyx. Tillsammans skapade de en singel, Easy, med Ian som rappare och Robyx som kompositör och producent. De gav ut singeln under artistnamnet Ice MC på Robyx eget skivbolag. Easy, har influenser från hip-hop och breakdance, den blev en stor succé i Europa och följdes av flera album.
Under det tidiga 90-talet, blev Robyx en av de största producenterna inom Eurodance vilket också märktes på Ice MC:s skiva Ice'n Green släppt 1994. Bland annat anlitades sångerskan Alexia för att stå för sången medan Ian fortfarande stod för rap och toasting. På albumet fanns bland annat sångerna Think about the Way och It's a Rainy Day vilka blev enorma succéer och fortfarande kan höras på radio och discon i Europa. Fastän de flesta sångerna på albumet är Eurodance, har det tydliga influenser från Italiensk musik. Detta märks tydligt på Dark Night Rider och It's a Rainy Day.
1995 avslutades samarbetet mellan Ian och Robyx. Ian och Robyx ville båda använda artistnamnet Ice Mc för framtida skivor så det gick till domstolsförhandling. Ian fick rätt att fortsätta kalla sig för Ice Mc och tog med sig artistnamnet till ett nytt skivbolag. 1996 kom nästa Ice MC album kallat The Dredatour, Ian hade använt sig av nya låtskrivare och producenter. Även sångerna på detta album var Eurodance, mest känd blev Give me the Light, men själva albumet blev inte en så stor succé som Ice'n Green.
I slutet av 2002 beslutade sig Ian för att återvända till Italien och kontaktade åter igen Robyx. Tillsammans beslutade de sig för att börja arbeta med Ice MC igen. De skrev nytt material och i början av 2004 gick de in i studion och spelade in ett nytt album. Hans senaste singel It's a miracle blev dock ingen hit.

## Diskografi

### Singlar
- 1989 Easy
- 1990 Scream
- 1990 Cinema
- 1990 OK Corral!
- 1990 The Megamix
- 1991 People
- 1991 Happy Weekend
- 1992 Rainy Days
- 1993 Take Away The Colour
- 1994 Think About The Way (also known as Bom Digi Bom)
- 1994 It's A Rainy Day
- 1995 Take Away The Colour ('95 Reconstruction)
- 1995 Ice 'N' Mix
- 1995 Megamix
- 1995 Run Fa Cover
- 1996 Roussian Roulette
- 1996 Funkin' With You
- 1996 Give Me The Light
- 1996 Music For Money
- 1997 Let's Take It Easy
- 1998 Energy
- 2004 It's A Miracle
- 2004 My World

### Album
- 1990 Cinema
- 1990 My World - The Early Songs
- 1994 Ice'n'Green
- 1995 Ice'n'Green - The Remix Album
- 1996 Greatest Hits and Remixes
- 1996 Dreadatour
- 2002 Ice MC: Disco Collection